# Политически трилър
Политическият трилър е трилър, в който действието се развива на фона на противоборство между високопоставени политически функционери.
Сюжетът обикновено засяга прекомерна употреба на власт от знакова фигура, докато в същото време опонентите използват всякакви средства, за да я спрат. Военни действия, корупция и тероризъм са често срещани теми.

## В литературата
До 1950-те години съществуват шпионски романи с елементи на трилър. Същинският политически трилъров роман вижда бял свят в началото на Студената война. Тихият американец на Греъм Грийн разказва за американската намеса във Виетнам. В Денят на Чакала на Форсайт френска паравоенна организация организира и прави опит за убийство на президента Дьо Гол.
В последните десетилетия се появяват автори като Робърт Лъдлъм, Том Кланси, Джефри Арчър и Даниъл Силва.

## В киното
Алфред Хичкок създава много филми, които имат елемент на политически трилър. В Мъжът, който знаеше твърде много се предотвратява политическо убийство. В Цялото президентско войнство вниманието е фокусирано около скандала Уотъргейт. Джей Еф Кей разглежда събитията, довели до убийството на Джон Кенеди.
След атаките от 11 септември се появяват филми, разискващи тероризма като цяло.